# Joe Estevez
Joseph Estevez, detto Joe (Dayton, 13 febbraio 1947), è un attore, regista e produttore cinematografico statunitense.

## Biografia
Joe Estevez nasce a Dayton (Ohio) il 13 febbraio del 1946 da padre spagnolo, Francisco Estévez (1898-1974) e madre irlandese, Mary Anne (nata Phelan) (1903-1951).
Ha nove fratelli ed una sorella. È il fratello minore dell'attore Martin Sheen.

## Filmografia parziale

### Attore

#### Cinema
- In tre sul Lucky Lady (Lucky Lady), regia di Stanley Donen (1975)
- The Zero Boys, regia di Nico Mastorakis (1986)
- Doppia esposizione (Terminal Exposure), regia di Nico Mastorakis (1987)
- Fatal Pulse, regia di Anthony J. Christopher (1988)
- A sud di Reno (South of Reno), regia di Mark Rezyka (1988)
- Human Error, regia di Clyde Ware (1988)
- Retreads, regia di James Connell (1988)
- The Platinum Triangle, regia di Anthony J. Christopher (1990)
- Soultaker, regia di Michael Rissi (1990)
- Lockdown, regia di Frank Harris (1990)
- The Roller Blade Seven, regia di Donald G. Jackson (1991)
- Dark Rider, regia di Bob Ivy (1991)
- Eddie Presley, regia di Jeff Burr (1992)
- Armed for Action, regia di Bret McCormick (1992)
- The Summoned, regia di Mike Tristano (1992)
- Legend of the Roller Blade Seven, regia di Donald G. Jackson (1992)
- Boiler Room, regia di John Sjogren (1992)
- Blood on the Badge, regia di Bret McCormick (1992)
- Set di morte (In a Moment of Passion), regia di Zbigniew Kaminski (1993)
- L.A. Goddess, regia di Jag Mundhra (1993)
- Eye of the Stranger, regia di David Heavener (1993)
- Incontri ravvicinati del quarto tipo (Beach Babes from Beyond), regia di David DeCoteau (1993)
- The Flesh Merchant, regia di Mike Tristano (1993)
- Return of the Roller Blade Seven, regia di Donald G. Jackson (1993)
- Madame, regia di Scott Nicholas Amendolare e Tzury Mimon (1993)
- Expert Weapon, regia di Steven L. Austin (1993)
- Cyber Seeker, regia di Mike Tristano (1993)
- La quebradita, regia di Alberto Vidaurri (1994)
- Oscura vendetta (Inner Sanctum II), regia di Fred Olen Ray (1994)
- Body Count, regia di Mike Tristano (1994)
- Karate Raider, regia di Ronald L. Marchini e Charlie Ordoñez (1995)
- Baby Ghost, regia di Donald G. Jackson (1995)
- Ultimo contratto (Breakaway), regia di Sean Dash (1996)
- Toad Warrior, regia di Donald G. Jackson e Scott Shaw (1996)
- The Last Kill, regia di Riffat A. Khan (1996)
- Rollergator, regia di Donald G. Jackson (1996)
- Guns of El Chupacabra, regia di Donald G. Jackson – video (1997)
- Lolita - I peccati di Hollywood (Quiet Days in Hollywood), regia di Josef Rusnak (1997)
- Caccia al testimone (Acts of Betrayal), regia di Jack Ersgard (1997)
- Gator King, regia di Grant Austin Waldman (1997)
- Guns of El Chupacabra II: The Unseen, regia di Donald G. Jackson e Scott Shaw – video (1997)
- Crimes of the Chupacabra, regia di Donald G. Jackson e Scott Shaw – video (1997)
- Codice criminale (No Code of Conduct), regia di Bret Michaels (1998)
- Avenged, regia di Rift Kahn (1998)
- Silent Scream, regia di James Chean (1999)
- The Remnant, regia di Rick Jordan (2001)
- Hell Asylum, regia di Danny Draven (2002)
- Il risveglio del male (Deathbed), regia di Danny Draven (2002)
- Max Hell Frog Warrior, regia di Donald G. Jackson e Scott Shaw (2002)
- Pacino Is Missing, regia di Eric Galler
- Zombiegeddon, regia di Chris Watson (2003)
- Grave Tales, regia di Garrett Clancy (2004)
- The Heat Chamber, regia di Mark Norberg (2005)
- Drawing Blood, regia di Jeffrey Wolinski e Michael Wolinski (2005)
- Voices from the Graves, regia di Tony DeGuide (2006)
- Death Row, regia di Eduardo Quiroz e Jose Quiroz (2007)
- Zombie Farm, regia di B. Luciano Barsuglia (2007)
- Hollywood Confidential, regis di Ken Osborne (2008)
- Serbian Scars, regia di Brent Huff (2009)
- Un cane alla Casa Bianca (First Dog), regia di Bryan Michael Stoller (2010)
- Sebastian, regia di Gregori J. Martin (2011)
- Horrorween, regia di Joe Estevez (2011)
- Gunfight at Yuma, regia di Alveraz Ricardez (2012)
- Turning Point, regia di Niyi Towolawi (2012)
- Army from Hell, regia di William Lee (2014)
- Max Hell Frog Warrior: A Zen Rough Cut, regia di Donald G. Jackson, Scott Shaw (2015)
- The Haunting of Pearson Place, regia di Michael Merino (2015)
- Samurai Cop 2: Deadly Vengeance, regia di Gregory Hatanaka (2015)
- Banger, regia di Mike Berry (2016)
- Syndicate Smasher, regia di Benny Tjandra, Doug Tochioka (2017)

#### Televisione
- The Story of Pretty Boy Floyd, regia di Clyde Ware (1974)
- California Kid (The California Kid), regia di Richard T. Heffron – film TV (1974)
- La lunga faida (The Hatfields and the McCoys), regia di Clyde Ware – film TV (1975)
- Flatbed Annie & Sweetiepie: Lady Truckers, regia di Robert Greenwald – film TV (1979)
- Eischied – serie TV, episodi 1x5 (1979)
- Anatomy of a Seduction, regia di Steven Hilliard Stern – film TV (1979)
- CHiPs – serie TV, episodi 4x13 (1981)
- The Brady Brides – serie TV, episodi 1x4 (1981)
- L'uomo di Singapore (Bring 'Em Back Alive) – serie TV, episodi 1x10 (1982)
- Per la prima volta (The First Time), regia di Noel Nosseck – film TV (1982)
- The Invisible Woman, regia di Alan J. Levi – film TV (1983)
- Ho sposato una playmate (I Married a Centerfold), regia di Peter Werner – film TV (1984)
- I ragazzi del computer (Whiz Kids) – serie TV, episodi 1x12 (1984)
- The Fourth Wise Man, regia di Michael Ray Rhodes – film TV (1985)
- Starman – serie TV, episodi 1x1 (1986)
- CBS Schoolbreak Special – serie TV, episodi 4x3 (1987)
- Murder in Law, regia di Tony Jiti Gill – film TV(1989)
- Dark Universe, regia di Steve Latshaw – film TV (1993)
- Fatal Justice, regia di Gerald Cain – film TV (1994)
- Double Blast, regia di Tim Spring – film TV (1994)
- The Mosaic Project, regia di John Sjogren – film TV (1994)
- Drakul, regia di Michael Merino – film TV (2017)

### Regista
- Horrorween (2011)
- All Things Catholic (2014)

### Produttore
- Silent Scream (1999)
- Scary Tales: The Return of Mr. Longfellow (2003)
- Summer Solstice (2003)
- Alibi (2007)